# Rietumu Banka-Riga
L'equip Rietumu Banka-Riga (codi UCI: RBR) és un equip ciclista letó de categoria continental. Creat el 2005, competeix principalment als circuits continentals de ciclisme.

## Principals victòries
- Giro de Toscana sub-23: Serguei Firsànov (2005)
- Mayor Cup: Normunds Lasis (2006)
- Memorial Oleg Dyachenko: Serguei Firsànov (2007)
- Puchar Ministra Obrony Narodowej: Tarmo Raudsepp (2007)
- Tallinn-Tartu GP: Mart Ojavee (2008)
- SEB Tartu GP: Aleksejs Saramotins (2008)
- Scandinavian Open Road Race: Aleksejs Saramotins (2008)
- Way to Pekin: Serguei Firsànov (2008)
- Gran Premi Oued Eddahab: Andris Smirnovs (2012)
- Cursa de la Pau sub-23: Toms Skujiņš (2013)
- Tour de Borneo: Peeter Pruus (2015)
- Baltic Chain Tour: Māris Bogdanovičs (2016)

### Grans Voltes
- Tour de França
  - 0 participacions

- Giro d'Itàlia
  - 0 participacions

- Volta a Espanya
  - 0 participacions

## Composició de l'equip
| \| Llista de l'equip 2017 \| Llista de l'equip 2017 \| Llista de l'equip 2017 \| Llista de l'equip 2017 \| \| Ciclista \| Data de naixement \| Equip previ \| \| \| ---------------------------------------- \| ---------------------- \| -------------------------------------- \| ---------------------- \| \| Uldis Ālītis \| 25 de setembre de 1983 \| \| \| \| Armands Bēcis \| 16 de gener de 1991 \| \| \| \| Artūrs Belēvičs \| 3 de febrer de 1996 \| \| \| \| Māris Bogdanovičs \| 19 de novembre de 1991 \| Alpha Baltic-Maratoni.lv (2015) \| \| \| Ēriks Toms Gavars (29 de març–31 de des) \| 20 de abril de 1997 \| \| \| \| Mārcis Kalniņš (29 de març–31 de des) \| 5 de maig de 1998 \| \| \| \| Deins Kaņepējs \| 5 de octubre de 1995 \| Alpha Baltic-Unitymarathons.com (2014) \| \| \| Emīls Liepiņš (1 de gen–31 de jul) \| 29 de octubre de 1992 \| Alpha Baltic-Unitymarathons.com (2013) \| \| \| Viesturs Lukševics (1 de març–31 de des) \| 16 de abril de 1987 \| Alpha Baltic-Maratoni.lv (2016) \| \| \| Peeter Pruus \| 16 de juliol de 1989 \| \| \| \| Klāvs Rubenis (29 de març–31 de des) \| 18 de gener de 1997 \| \| \| \| Dimitriy Sorokin \| 6 de juny de 1982 \| \| \| \| Tomas Vaitkus (29 de març–31 de des) \| 4 de febrer de 1982 \| Al Nasr-Dubai (2016) \| \| \| Andris Vosekalns \| 26 de juny de 1992 \| Alpha Baltic-Unitymarathons.com (2011) \| \| \| \| \| \| \| \| Font: UCI \| \| \| \|Nota: Uldis Ālītis |                        |                                        |  |
| Llista de l'equip 2017 |                        |                                        |  |
| Ciclista | Data de naixement      | Equip previ                            |  |
| Uldis Ālītis | 25 de setembre de 1983 |                                        |  |
| Armands Bēcis | 16 de gener de 1991    |                                        |  |
| Artūrs Belēvičs | 3 de febrer de 1996    |                                        |  |
| Māris Bogdanovičs | 19 de novembre de 1991 | Alpha Baltic-Maratoni.lv (2015)        |  |
| Ēriks Toms Gavars (29 de març–31 de des) | 20 de abril de 1997    |                                        |  |
| Mārcis Kalniņš (29 de març–31 de des) | 5 de maig de 1998      |                                        |  |
| Deins Kaņepējs | 5 de octubre de 1995   | Alpha Baltic-Unitymarathons.com (2014) |  |
| Emīls Liepiņš (1 de gen–31 de jul) | 29 de octubre de 1992  | Alpha Baltic-Unitymarathons.com (2013) |  |
| Viesturs Lukševics (1 de març–31 de des) | 16 de abril de 1987    | Alpha Baltic-Maratoni.lv (2016)        |  |
| Peeter Pruus | 16 de juliol de 1989   |                                        |  |
| Klāvs Rubenis (29 de març–31 de des) | 18 de gener de 1997    |                                        |  |
| Dimitriy Sorokin | 6 de juny de 1982      |                                        |  |
| Tomas Vaitkus (29 de març–31 de des) | 4 de febrer de 1982    | Al Nasr-Dubai (2016)                   |  |
| Andris Vosekalns | 26 de juny de 1992     | Alpha Baltic-Unitymarathons.com (2011) |  |
| |                        |                                        |  |
| Font: UCI |                        |                                        |  |

## Classificacions UCI

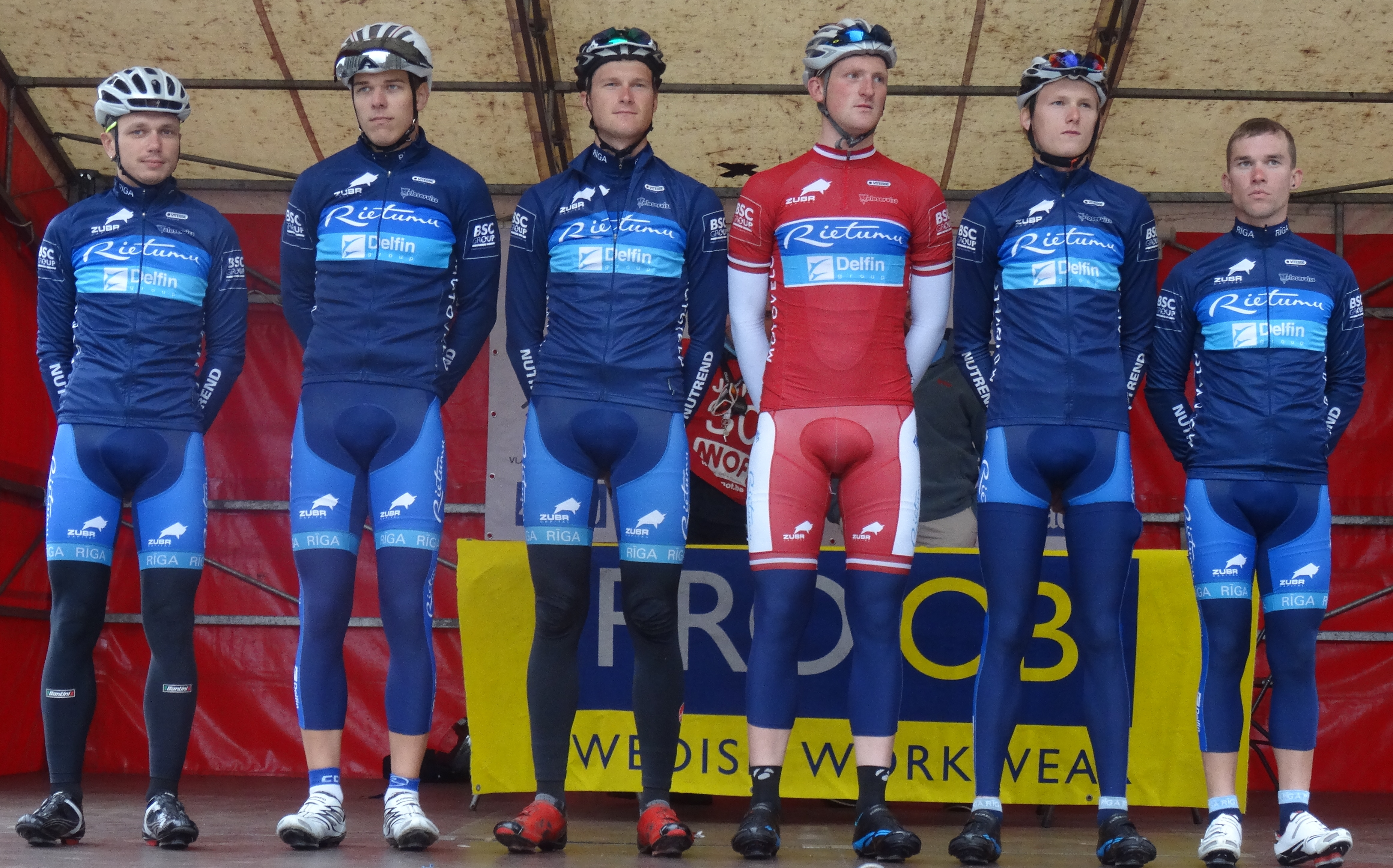
L'equip al 2014

L'equip participa en les proves dels circuits continentals i principalment en les curses del calendari de l'UCI Europa Tour.
UCI Àfrica Tour
| Temporada | Classificació per equips | Millor ciclista en la classificació individual |
| --------- | ------------------------ | ---------------------------------------------- |
| 2012      | 6è                       | Andris Smirnovs (22è)                          |
| 2013      | 16è                      | Toms Skujiņš (141è)                            |

UCI Àsia Tour
| Temporada | Classificació per equips | Millor ciclista en la classificació individual |
| --------- | ------------------------ | ---------------------------------------------- |
| 2008      | 16è                      | Serguei Firsànov (23è)                         |
| 2013      | 58è                      | Andris Smirnovs (181è)                         |
| 2014      | 68è                      | Andris Smirnovs (198è)                         |
| 2015      | 20è                      | Peeter Pruus (54è)                             |
| 2016      | 45è                      | Ēriks Toms Gavars (246è)                       |
| 2017      | 37è                      | Peeter Pruus (140è)                            |

UCI Europa Tour
| Temporada | Classificació per equips | Millor ciclista en la classificació individual |
| --------- | ------------------------ | ---------------------------------------------- |
| 2005      | 48è                      | Normunds Lasis (169è)                          |
| 2006      | 23è                      | Aleksejs Saramotins (51è)                      |
| 2007      | 23è                      | Aleksejs Saramotins (30è)                      |
| 2008      | 20è                      | Aleksejs Saramotins (14è)                      |
| 2012      | 73è                      | Emīls Liepiņš (282è)                           |
| 2013      | 46è                      | Toms Skujiņš (36è)                             |
| 2014      | 49è                      | Andris Smirnovs (177è)                         |
| 2015      | 71è                      | Krists Neilands (240è)                         |
| 2016      | 63è                      | Māris Bogdanovičs (305è)                       |
| 2017      | 41è                      | Māris Bogdanovičs (290è)                       |